# Xã Rosebud, Quận Barnes, Bắc Dakota
Xã Rosebud (tiếng Anh: Rosebud Township) là một xã thuộc quận Barnes, tiểu bang Bắc Dakota, Hoa Kỳ. Năm 2010, dân số của xã này là 55 người.